# Kranjski deželni dvorec
Kranjski deželni dvorec ali Deželni dvorec v Ljubljani je bil sedež nekdanjega kranjskega deželnega zbora,  v katerem je le-ta zasedal in imel svoje urade. Bil pa je tudi sedež deželnega zbora in glavarja dežele Kranjske. 
Danes se omenjeni dvorec imenuje tudi centralno univerzitetno poslopje, ker je v njem od leta 1919 rektorat in druge institucije Univerze v Ljubljani. Stavba je pomemben slovenski kulturni spomenik. Stavba stoji ob Kongresnem trgu v Ljubljani. Pred njo je manjši park z dvema polkrožnima potema k vhodu, v sredini je spomenik Evrope, pred stebroma balkona sta spomenika Ivanu Hribarju in Danilu Majaronu, ki sta imela velike zasluge pri ustanovitvi prve slovenske univerze, ki jima je zato podelila tudi častna doktorata, ob straneh pa so doprsni kipi Josipu Plemlju, Josipu Plečniku, Leonidu Pitamicu, Antonu Kuhlju, Mihajlu Rostoharju in Božidarju Jakcu.

## Zgodovinsko ozadje
Prostor, na katerem stoji Kranjski deželni dvorec, je zgodovinsko pomemben; na severozahodnem robu Novega trga in deloma na prostoru današnjega Deželnega dvorca je že konec 15. stoletja stal dvorec Fištamija, poleg pa sostala Fištamska mestna vrata z zapori. Kot vicedomski dvorec – rezidenca vicedoma, namestnika deželnega kneza, v kateri je prenočeval tudi vladar, kadar se je mudil v Ljubljani, ga viri omenjajo leta 1511. V dvorcu so do leta 1747 stanovali kranjski deželni vicedomi. Od leta 1793 je bil sedež kranjske deželne vlade. Za tem je bil dvorec cesarsko kraljev in nazadnje stanovski dvor, v kateri je svojo dejavnost opravljal Kranjski deželni zbor v Ljubljani. Bila je skromnejša in manjšega obsega od današnje. V zgradbi se je leta 1821 odvijal ljubljanski kongres.
V noči od 14. na 15. april 1895 je Ljubljano prizadel hud potres. Potres je porušil veliko mestnih zgradb, mnoge pa zelo poškodoval, tako da je bilo bivanje v njih nevarno. Precejšnja škoda je bila tudi na prvotni stavbi Deželnega dvorca, tako da so morali deželne urade začasno preseliti v administrativno zgradbo nove bolnišnice. Že julija leta 1895 se je sestal kranjski deželni zbor na izrednem zasedanju v dvorani starega strelišča, kjer so izdali odlok, naj se takoj izdelajo potrebni načrti glede preselitve deželnih uradov, naj se izdela proračun ob upoštevanju mnenja zasebnih izvedencev o usodi razmajanega Deželnega dvorca. Razdejanje, ki ga je zapustil potres, je dajalo velike možnosti za širokopotezno modernizacijo mesta. Pri tem ima velike zasluge tedanji ljubljanski župan Ivan Hribar, ki je bil pobudnik in organizator gradnje vrste pomembnih mestnih zgradb, med njimi tudi novega Deželnega dvorca.

## Gradnja zgradbe
Občinski svetnik Jan Vladimír Hráský je maja 1895 na izredni občinski seji predlagal ustanovitev komisije, ki naj bi v glavnih potezah sestavila program o ureditvi mesta po potresu. Proti koncu leta 1895 so postajale zahteve po novi zgradbi za delovanje kranjskega deželnega zbora vse glasnejše, kajti stara in od potresa poškodovana stavba je bila za poslovanje deželne uprave neprimerna. 
Na seji 11. februarja 1896 je deželni zbor Kranjske sklenil, da se mora na mestu, kjer stoji stari Deželni dvorec, zgraditi novo poslopje. Poudarili so, da je pri načrtu treba nujno upoštevati ustrezno rešitev tlorisa in funkcionalnost stavbe. Poleg tega se je pojavil še en problem: kako uskladiti težnje deželnega zastopstva po stavbi s pičlimi finančnimi sredstvi.
Deželno zastopstvo je najprej poslalo naročilo za izdelavo načrtov za gradnjo Deželnega dvorca arhitektu Raimundu Jeblingerju v Linz. Njegov načrt, datiran s 1. januarjem 1896, je glede števila in velikosti prostorov ustrezal, vendar pa ni ustrezal po zunanjosti, saj je stavba bolj spominjala na kako bogato vilo ali na angleško cerkev kot na javno poslopje.
Marca leta 1896 so na zasedanju Deželnega zbora Jeblingerjev načrt zavrnili in v strokovnem tisku razpisali natečaj za izdelavo novega projekta. Natečaj je trajal do 31. aprila 1896, v njem sta bili razpisani dve denarni nagradi: prva 1000, druga pa 600 goldinarjev. V natečaju so natančno določili mere površin (niso smele presegati 1700 m2) in stavbne stroške (največ 370.000 goldinarjev). Prijavila sta se dva avtorja: projekt neimenovanega arhitekta, ki se je prijavil pod geslom »In arte voluptas«, je komisija odklonila kot popolnoma nesprejemljiv; drugi projekt pa je bil oddan pod geslom »MCCLXXXIII« (letnica potrditve habsburške dedne oblasti v slovenskih deželah) in s strani komisije sprejet ter nagrajen z drugo nagrado. Avtor tega projekta je bil češki arhitekt Joseph Maria Olbrich, ki je po pravilih natečaja poslal 14 natančno izdelanih načrtov. Po mnenju strokovnjakov je šlo za najlepši in najbolj skladen projekt, vendar je presegal finančno mejo. 
Na seji kranjskega deželnega zbora 9. julija 1896 so za izdelavo novega načrta in proračuna določili Kranjski stavbni urad, z začetkom gradnje spomladi 1897. Oktobra 1896 je tako stavbni urad prevzel svoje delo in deželni stavbni inženir Hráský je konec istega leta izdelal nove načrte za izgradnjo Deželnega dvorca. Kritike Hráskýjevega načrta so prihajale z raznih strani, vključno z Deželnim zborom, saj je projekt presegal tako proračun kot površino. Izboljšave so videli v odstranitvi predragega okrasja in preureditvi stopnic, ki so bile v nasprotju z načeli parlamentarnih stavb (ni bilo ločenega dohoda za občinstvo in poslance). Zaradi nezadovoljstva nekaterih poslancev s Hráskýjevimi načrti so se odločili za predelavo načrtov, delo je za 7000 goldinarjev sprejel češki arhitekt z Dunaja Josip Hudetz. Na projektu je delal od julija 1899 do 1902, poslanci so se odločili šele za drugo različico predelave Hráskýjevega projekta. Hráskýjeve funkcionalne razporeditve prostorov Hudetz ni bistveno spreminjal, poudarek je bil na spremembi zunanjosti. Po sprejetih načrtih je nova stavba Deželnega dvorca prosto stoječa z dvoriščem v sredini, na katerem je trata z vodometom. 
S kopanjem temeljev za novo zgradbo Deženega dvorca so pričeli 7. julija 1899 in jeseni 1900 je bila stavba pod streho, prvo zasedanje Kranjskega deželnega zbora v novem deželnem dvorcu pa je bilo 22. septembra 1903.

## Opis
Glavno pročelje zgradbe je obrnjeno proti Kongresnemu trgu. Poslopje ima zaradi razlik v nivojih terena v Gosposki ulici pritličje in tri nadstropja, v drugih ulicah pa zvišano pritličje in dve nadstropji. Po vstopu v poslopje s Kongresnega trga je vestibul; na njegovi stani je vratarjeva loža, v vzhodni osi je glavno stopnišče, ki se v zaviti obliki dviga do drugega nadstropja. Pritlični hodnik vodi na levo do pisarne knjigovodstva vložnega zapisnika in registrature, na desno pa do likvidature in blagajne, ter mimo stopnic v zbornico za stenografe. V pritličju na strani proti Gosposki ulici sta bili stanovanji za vratarja in služabnika, litografija in shramba za tiskovine. Na strani proti Kongresnem trgu so bile kleti in osrednja kurilnica, na strani proti Vegovi ulici pa so bile v pritličju drvarnica, premogovnice in pralnica. Proti dvorišču je bil konjski hlev; proti Židovski stezi je bila drvarnica, prostori za razne potrebščine in kurilnica za deželno zbornico. Kurjava je bila, razen za stanovanje deželnega glavarja in služabnike, projektirana kot parna kurjava na nizek tlak.
V prvem nadstropju je bila ob glavnih stopnicah v srednjem rizalitu proti Kongresnemu trgu sejna soba z balkonom - pisarna deželnega glavarja, na desno proti Vegovi ulici pa so bile pisarne deželnih odbornikov. Na levi strani proti Gosposki ulici je bilo tajništvo in ekspedit, na strani proti Židovski stezi je bila deželna zbornica; od njenih stopnic se je prišlo naravnost v foyer, v vladno sobo in v garderobo. Deželna zbornica je sicer obsegala dve nadstropji in je bila urejena v akustično pravilni obliki s stopnjujočimi se sedeži. V drugem nadstropju je lepa slavnostna dvorana s povišanim stropom; teh prostorov se drže prostori za stanovanje deželnega glavarja; proti Vegovi ulici je razen ene pisarne, določene za tajnika, ves preostali prostor namenjen stavbnemu uradu. Proti Židovski stezi je strop deželne zbornice, poleg pa je še galerija na obeh straneh zbornice, loža za časnikarje in tujce v deželni zbornici.
Razporeditev poslanskih sedežev v deželni zbornici je bila prilagojena tedaj veljavnemu volilnemu sistemu. Poslanskih sedežev je bilo najprej 36 in so bili razporejeni v štiri polkrožne sedežne skupine (vsaka je imela tri vrste in vsaka po tri sedeže). Posebno razporeditev sedežev je imel kateder. Zadaj na najvišjem sedežu je sedel deželni glavar, nižje pred njim so bili dva zapisnikarja in poročevalec, spredaj je sedel deželni predsednik, na njegovi levi in desni pa cesarsko-kraljeva uradnika. Čisto spredaj sta bila sedeža za dva stenografa. Stavbo so skozi čas dopolnjevali in spreminjali z vgrajevanjem sedežev (volilne prenove so spreminjale število poslancev), dodajanjem druge opreme, dograjevanjem itd. Na zunanjih straneh deželnega dvorca so izdelani grbi kranjskih mest in trgov. Na srednjem rizalitu spredaj nad glavnim vhodom s Kongresnega trga je grb dežele Kranjske, taisti grb se pojavi še nad vhodom v foyer zbornične dvorane. 
Prve večje obnovitvene posege so na stavbi Deželnega dvorca izvedli v času priprav na proslavo 50-letnice neprekinjenega delovanja Univerze v Ljubljani v letih 1968-69.